# 人民国家党
人民国家党（じんみんこっかとう、People's National Party, PNP）は、ジャマイカの民主社会主義政党。1938年にノーマン・マンリーによって結成された、英領カリブ圏諸国では最古の政党である。中道右派のジャマイカ労働党と並ぶ、ジャマイカの二大政党のひとつ。社会主義インターナショナル加盟。

## 党史
人民国家党は1944年、ジャマイカで最初の普通選挙で、32議席中4議席しか獲得できなかった。1955年に与党になり、1962年の独立まで与党の位置を保ち続けた。独立後、ライバルのジャマイカ労働党に敗北。
10年後、ノーマン・マンリーの息子、マイケル・マンリーが党首になり、与党に返り咲く。民主社会主義と第三世界との緊密な外交政策を掲げ、近隣のキューバとの友好関係を拡大した。
1980年、エドワード・シアガが率いるジャマイカ労働党に圧倒的な敗北を喫する。この数年後、インフレと失業率の増加によって、キャンペーンは暴動のレベルまで達した。マンリーは1983年の選挙をボイコット、この後、人民国家党は5年以上も議会を欠席した。
1989年、マンリー党首の下、再び与党になる。1992年にマンリーは引退し、P.J.パターソンが党首となる。パターソンは、1993年、1997年、2002年の選挙において人民国家党を勝利に導き、ジャマイカの歴史の中で3期連続で勝利した最初の政治的リーダーとなる。1989年に与党に返り咲いてから、グローバリゼーションを利用する方針を掲げ、1970年代の社会主義のレトリックを捨てた。
2006年2月26日、ポーシャ・シンプソン＝ミラーがパターソンの後任に選ばれ、人民国家党最初の女性党首と、ジャマイカ首相になった。
2007年9月3日に行われた選挙では、人民国家党は下院の60議席中27議席を獲得するにとどまり、ジャマイカ労働党に敗北した。
2011年12月29日に行われた選挙では、人民国家党は下院の63議席中42議席を獲得し、ジャマイカ労働党に勝利した。

## 党首
- ノーマン・マンリー (1938-1969)
- マイケル・マンリー (1969-1992)
- P.J.パターソン (1992-2006)
- ポーシャ・シンプソン＝ミラー (2006-2017)
- ピーター・フィリップス (2017-2020)
- マーク・ゴールディング (2020-)

## 近年の選挙結果
| 年     | 党首               | 得票数    | 得票率 | 獲得議席数 | 選挙後の地位 |
| ------ | ------------------ | --------- | ------ | ---------- | ------------ |
| 1997年 | パターソン         | 429,805票 | 56.2%  | 50 / 60    | 与党         |
| 2002年 | パターソン         | 396,590票 | 52.1%  | 34 / 60    | 与党         |
| 2007年 | シンプソン＝ミラー | 405,293票 | 49.6%  | 28 / 60    | 野党         |
| 2011年 | シンプソン＝ミラー | 463,232票 | 53.3%  | 42 / 63    | 与党         |
| 2016年 | シンプソン＝ミラー | 433,629票 | 49.1%  | 31 / 63    | 野党         |
| 2020年 | フィリップス       | 304,372票 | 42.8%  | 15 / 63    | 野党         |